# 塞尔凯岛

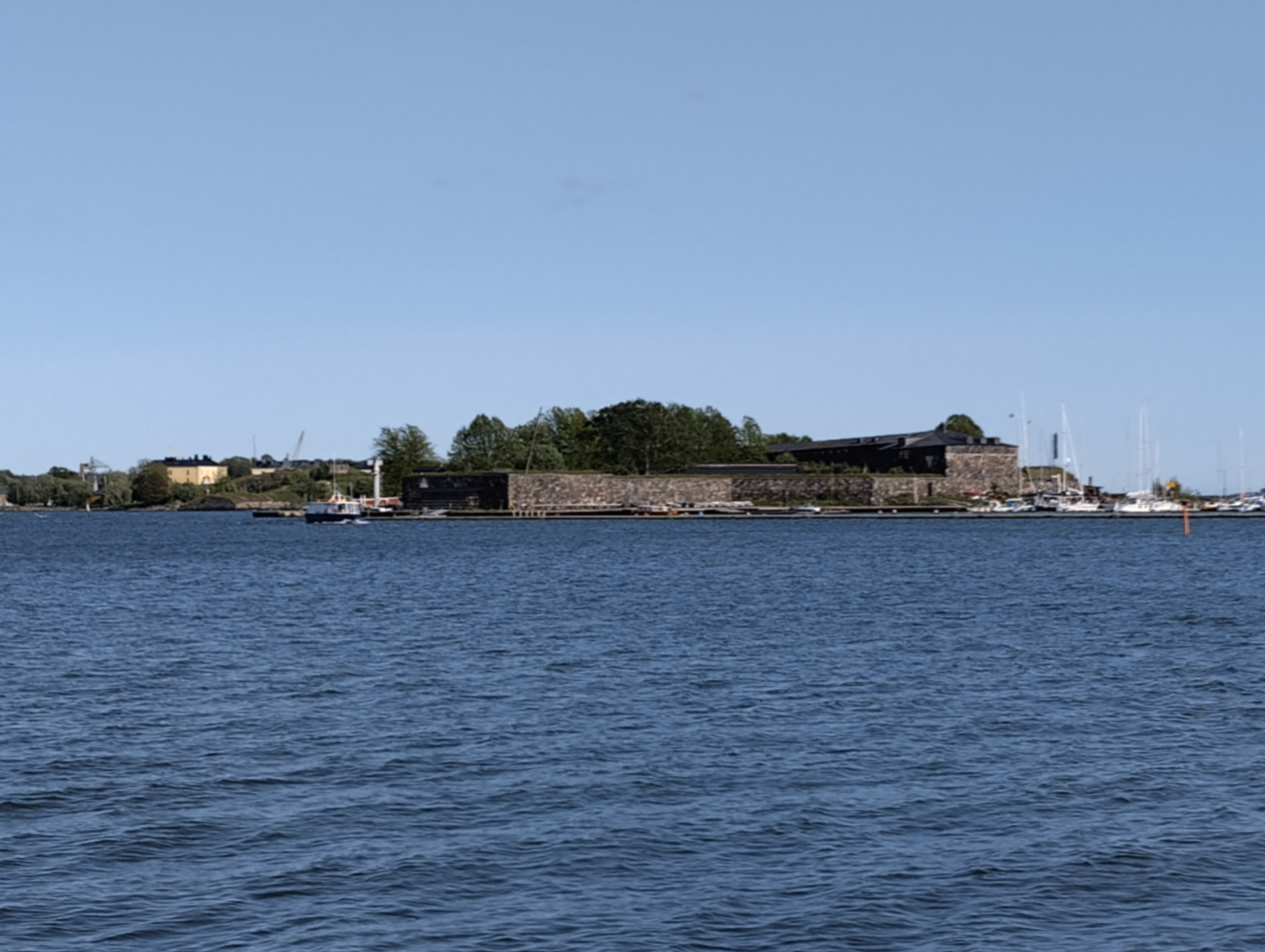
从水井公园眺望塞尔凯岛

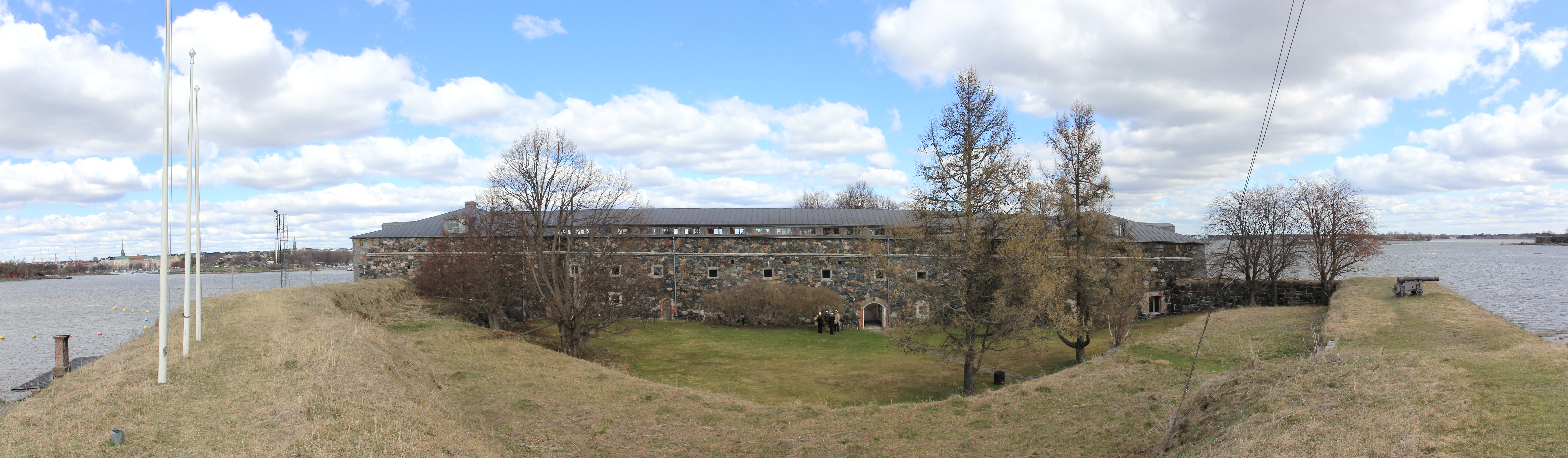
岛上的堡垒

塞尔凯岛（芬蘭語：Särkkä）是芬兰赫尔辛基水井公园前方的一个小岛。岛长约250米，距离水井公园海岸约500米。行政上该岛隶属于芬兰堡市区，岛上的堡垒也是芬兰堡要塞的组成部分。此岛与芬兰堡之间的塞尔凯海峡是进出赫尔辛基南港的航道之一。岛上有一个游艇俱乐部及名为“塞尔凯堡”的夏季餐馆。